# Ricard Salvat
Ricard Salvat i Ferré (Tortosa, 17 de agosto de 1934-Barcelona, 24 de marzo de 2009) fue un dramaturgo, director teatral, novelista y profesor universitario español. Fue galardonado con la Cruz de San Jorge en el año 1996 y con el Premio Nacional de Teatro de Cataluña otorgado por la Generalidad de Cataluña en 1999.

## Biografía
Estudió Filosofía en la Universidad de Barcelona, donde conoció al profesor José María Valverde, con quien trabajaría como ayudante tras acabar la carrera. En 1964, cuando Valverde abandonó su cátedra en solidaridad por la expulsión de José Luis Aranguren por parte de las autoridades franquistas, Salvat dejó también la universidad, a la que volvió tres años después, como ayudante del historiador de la literatura Antoni Comas.

En 1953 entró en la Agrupació de Teatre Experimental, un grupo de teatro de aficionados universitarios que trabajaba obras en idioma catalán, por lo que el SEU les impedía ensayar en la universidad. En 1956 fundó, junto con Miquel Porter y Helena Estellés Teatre Viu, compañía dedicada a la improvisación y la pantomima. En 1960 fundó junto con Maria Aurèlia Capmany la Escuela de Arte Escénico Adrià Gual (EADAG), y en 1975 la Escuela de Estudios Artísticos de Hospitalet de Llobregat.
En la Universidad de Barcelona promovió la creación de la cátedra de Historia de las Artes Escénicas, de la que fue titular, y también de la Asociación de Investigación y Experimentación Teatral (AIET), de la que fue presidente. Entre 1977 y 1986 dirigió el Festival Internacional de Teatro de Sitges. De 2004 a 2006 dirigió el Festival Internacional de Teatro de Tortosa Entrecultures, en su ciudad natal.
Murió el 24 de marzo de 2009 a causa de un derrame cerebral.

## Premios y reconocimientos
- Premio Joanot Martorell (luego conocido como Premio Sant Jordi de novela) 1959, por Animals destructors de lleis.
- Cruz de San Jorge 1996.
- Premio Nacional de Teatro de Cataluña 1999.
- Medalla de Oro al Mérito Artístico del Ayuntamiento de Barcelona 2003.

## Montajes
- 1961, Mort d'home, obra propia.
- 1965, Ronda de mort a Sinera, obra propia a partir de textos de Salvador Espriu, premiada con el Trofeo Yorick y repuesta en 2005 en el Teatre Lliure de Barcelona.
- 2004, Noche de guerra en el Museo del Prado, de Rafael Alberti, en Madrid.
- 2008, Un día. Mirall trencat, adaptación de Salvat y Manuel Molins a partir de textos de Mercè Rodoreda, en el Teatro Borrás de Barcelona.

## Obra escrita

### Novela
- Animals destructors de lleis, México: Xaloc. 1961.
- La cafetera, Barcelona: Barrigòtic. 1963.

### Teatro
- Mort d'home. Els espíes. Sis pantomimes Palma de Mallorca: Moll. 1963.
- Nord enllà Barcelona: Occitània. 1965.
- Ronda de mort a Sinera Barcelona: Barrigòtic. 1966.
- Adrià Gual i la seva època Barcelona: Ed. 62. 1981.
- Salvat-Papasseit i la seva època: però la joia és meva Barcelona: Ed. 62. 1981.

### Ensayo
- Els meus muntatges teatrals Barcelona: Ed. 62. 1966
- El teatre contemporani Barcelona: Ed. 62. 1966
- El teatre contempòrani 1. El teatre és una arma? Barcelona: Ed. 62. 1966
- El teatre contempòrani 2. El teatre és una ètica Barcelona: Ed. 62. 1966
- Sempre la llum Barcelona: Canigó. 1975
- El teatre a Barcelona durant la il·luminació de gas i l'espectacle del XIX a Catalunya Barcelona: Seix Barral. 1980
- El teatro como texto, como espectáculo" Barcelona: Ed. Montesinos. 1988
- Escrits per al teatre Barcelona: Institut del Teatre. 1990
- Quan el temps es fa espai: la professió de mirar Barcelona: Diputació de Barcelona. 1999